# Ulrich Eisenlohr
Ulrich Eisenlohr est un pianiste classique allemand.

## Biographie
Ulrich Eisenlohr étudie au conservatoire d'Heidelberg/Mannheim, avec Rolf Hartmann et au Conservatoire de Stuttgart pour le lied avec Konrad Richter. Spécialisé dans l'accompagnement du lied et pianiste de chambre, il commence sa carrière de concertiste sur la scène du Musikverein et du Konzerthaus de Vienne, au festival de Berlin, au Kulturzentrum Gasteig de Munich, au festival de musique de Schleswig-Holstein, au Concertgebouw d'Amsterdam, aux festivals de Francfort et Édimbourg, au festival international Beethoven de Bonn et de Ludwigsburg et bien d'autres. En tant que pianiste, il a joué avec les chanteurs de lieder tels que Christian Elsner, Matthias Goerne, Dietrich Henschel, Wolfgang Holzmair, Hanno Müller-Brachmann, Christoph Pregardien, Roman Trekel, Rainer Trost, Iris Vermillion, Michael Volle, Ruth Ziesak et d'autres.
Eisenlohr a enregistré nombre de disques pour les labels Sony Classical, Harmonia Mundi, CPO et Naxos. Il est un des artistes de l'édition Naxos en 38 disques des lieder de Franz Schubert, près de 700 et effectuée avec des chanteurs allemands.
Ulrich Eisenlohr a donné des cours aux conservatoires de Francfort et Karlsruhe ainsi que des classes de maître et de musique de chambre, en Europe et au Japon, avec des chanteurs comme Ruth Ziesak, Jard van Nes and Rudolf Piernay. Il a été assistant et accompagnateur pour les classes de maître d'Hans Hotter, Christa Ludwig, Elsa Cavelti, Daniel Ferro et Geoffrey Parsons. Depuis 1982, il enseigne au sein de la classe de lieder au conservatoire de Mannheim.